# Немачко уметничко удружење
Немачко уметничко удружење је удружење уметника основано 1903. године чији су ставови били у опозицији према чврсто вођеној уметничкој политици у Немачком царству. Удружењу су између осталих припадали и М. Слевгот, Макс Либерман, Ловис Коринт, Х. Ван де Велде. Удружење су укинули нацисти 1936. године. Поново је основано 1950. и од тада ово удружење на годишњим изложбама даје приказ развојних токова немачке уметничке сцене. 